# リサール勲章
リサール勲章（リサールくんしょう、英: The Order of the Knights of Rizal）はフィリピン共和国の勲章であり、受勲者が騎士に叙任されるフィリピンで唯一の騎士団勲章である。リサール勲章はフィリピン独立の国民的英雄であるホセ・リサール博士を記念して創設された。リサール勲章はフィリピンの国内法（Republic Act No. 646）ならびに大統領令（EO No. 236）により同国序列第八位の勲章として規定されている。
リサール騎士団は後にフィリピン人初のマニラ警察署長となるアントニオ・トレスにより民間団体として1911年に創設された。その後、フィリピン大統領エルピディオ・キリノのもとで1951年6月14日付けで共和国法第646号「リサール騎士団を公共団体へと改組し、その目的と権限を定める法」が立法され、リサール騎士団はフィリピンの栄典の一部として公的にリサール勲章として位置づけられることとなった。
叙勲対象はフィリピン国籍に限られず、外国人への受勲例も見られる。近年の受勲者としては、第16代フィリピン大統領ロドリゴ・ドゥテルテなど。

## 勲爵士団としての活動
フィリピンの他の国家勲章と異なり、リサール勲章の受勲者は公共団体リサール騎士団（英: Knights of Rizal）としてフィリピン全土ならびに世界各国に支部を持ち、実体を持って公益活動に従事している。
主要な活動としてはホセ・リサール博士の理念に基づく教育研究活動、フィリピン独立記念日ならびにホセ・リサール記念日における外交式典の開催が挙げられる。また、国内外におけるフィリピン人への若者の教育支援活動にも従事している。

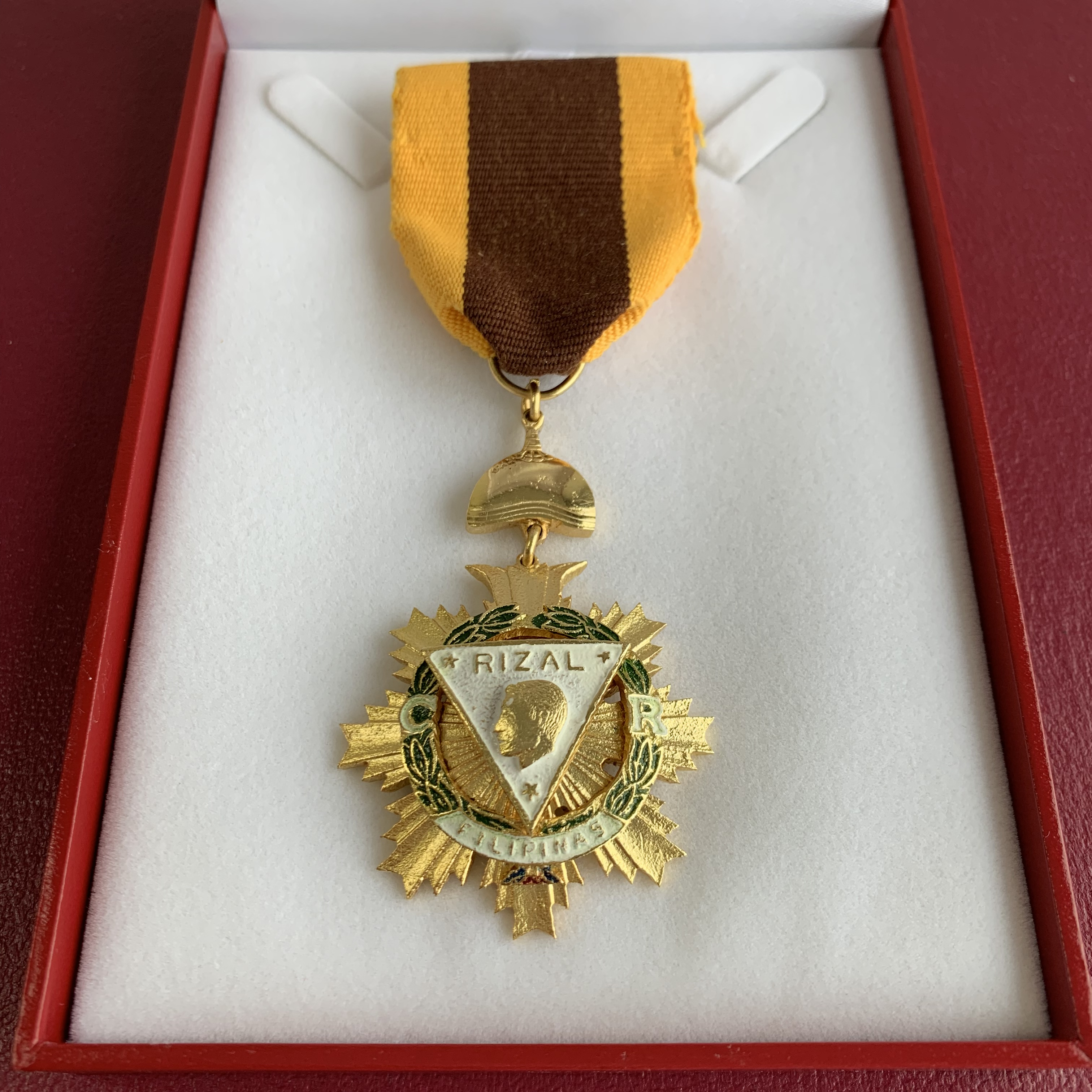
リサール騎士勲章

## 受勲者の権利
受勲者には勲章の佩用の権利の他に、尊称として「サー（Sir）」を名前の前に付けることが許可されるほか、名前の後に勲章の等級を示すポスト・ノミナル・レターズを付ける事が許される。

## 等級
| 等級                                              | ポスト・ノミナル・レターズ |
| ------------------------------------------------- | -------------------------- |
| リサール騎士勲章(Knight of Rizal)                 | KR                         |
| リサール士官勲章(Knight Officer of Rizal)         | KOR                        |
| リサール司令官勲章(Knight Commander of Rizal)     | KCR                        |
| リサール大士官勲章(Knight Grand Officer of Rizal) | KGOR                       |
| リサール大十字勲章(Knight Grand Cross of Rizal)   | KGCR                       |

## 著名な受勲者

### フィリピン大統領
- マニュエル・ケソン
- エミリオ・アギナルド
- ホセ・ラウレル
- カルロス・ガルシア
- ディオスダド・マカパガル
- フェルディナンド・マルコス
- フィデル・ラモス
- ジョセフ・エストラーダ
- ベニグノ・アキノ3世
- ロドリゴ・ドゥテルテ

### 外国人受勲者
- ファン・カルロス1世（スペイン国王）
- ヘンリー・キッシンジャー（元アメリカ国務長官）
- 池田大作（創価学会名誉会長）
- 角谷清（英語版）（在フィリピン日本大使）